# Bureaupedia
Bureaupedia és un wiki usat internament en el FBI amb la intenció d'emmagatzemar el coneixement dels agents veterans i reduir la pèrdua del coneixement a causa del retir dels empleats. L'existència de Bureaupedia va ser revelat en un article de setembre de 2008 publicat en Federal Computer Week.
Els analistes qüestionen la necessitat de Bureaupedia, atès que Intellipedia, una wiki establerta per l'Oficina del Director Nacional de Servei Secret dels Estats Units, va ser creada amb un propòsit similar, però per als setze membres organitzacionals del servei secret és com un tot. Un testimoniatge al Congrés dels Estats Units fet per Jimmy Wales, cofundador de Wikipedia, fa notar la diferència entre informació vertical i horitzontal compartint, suggerint que ambdós podrien ser reeixits esforços informàtics pel govern.